# Sacrifice (2024)
Pour les articles homonymes, voir Sacrifice (homonymie).
L'édition 2024 de Sacrifice est un Pay-per-view de catch (lutte professionnelle) produit par la promotion américaine Total Nonstop Action Wrestling. L'événement a eu lieu le 8 mars 2024 au St. Clair College à Windsor (Ontario), au Canada. Il s'agit de la 15e édition de Sacrifice.

## Contexte
Les spectacles de la Total Nonstop Action Wrestling sont constitués de matchs aux résultats prédéterminés par les scénaristes de la compagnie. Ces rencontres sont justifiées par des storylines – une rivalité entre catcheurs, la plupart du temps – ou par des qualifications survenues dans les shows. Tous les catcheurs possèdent un gimmick, c'est-à-dire qu'ils incarnent un personnage gentil (Face) ou méchant (Heel), qui évolue au fil des rencontres. Un événement comme Sacrifice est donc un événement tournant pour les différentes storylines en cours.

## Tableau des matchs
| Ordre par numéros | Résultat | Stipulation(s)                                                    | Temps |
| --- | --- | ----------------------------------------------------------------- | ----- |
| 1P | Crazzy Steve (c) bat Joe Hendry                                                                                             | Match simple pour le TNA Digital Media Championship               | 4:07  |
| 2P | Speed Mountain (Mike Bailey et Trent Seven) bat The Rascalz (Trey Miguel et Zachary Wentz)                                  | Countdown to Sacrifice match                                      | 7:59  |
| 3 | Nic Nemeth bat Steve Maclin                                                                                                 | Match simple                                                      | 14:22 |
| 4 | The System (Brian Myers et Eddie Edwards) (avec Alisha Edwards) bat ABC (Ace Austin et Chris Bey) (c)                       | Tag Team match pour les TNA World Tag Team Championship           | 13:22 |
| 5 | PCO bat KON | No Disqualification match                                         | 8:22  |
| 6 | Spitfire (Dani Luna et Jody Threat) bat MK Ultra (Killer Kelly et Masha Slamovich) (c)                                      | Tag Team match pour les TNA Knockouts World Tag Team Championship | 2:34  |
| 7 | Hammerstone bat Josh Alexander                                                                                              | Match simple                                                      | 18:19 |
| 8 | Mustafa Ali et Grizzled Young Vets (James Drake et Zack Gibson) battent Time Machine (Alex Shelley, Chris Sabin et KUSHIDA) | 6-Man Tag Team match                                              | 14:11 |
| 9 | Jordynne Grace (c) bat Tasha Steelz et Xia Brookside                                                                        | 3-Way match pour le TNA Women's Knockout Championship             | 12:38 |
| 10 | Moose (c) bat Eric Young | Match simple pour le TNA World Championship                       | 22:05 |
| La lettre C placée entre parenthèses désigne la personne ou l’équipe championne en titre. P – indique que le match a eu lieu lors du pré-show | |                                                                   |       |